# Plus de chapeau
Pour plus de détails, voir Fiche technique et Distribution.
Plus de chapeau (Hats Off) est un film muet américain réalisé par Hal Yates, sorti en 1927. 
Ce film est aujourd'hui la seule comédie dans laquelle jouent Laurel et Hardy qui est supposée perdue.

## Synopsis

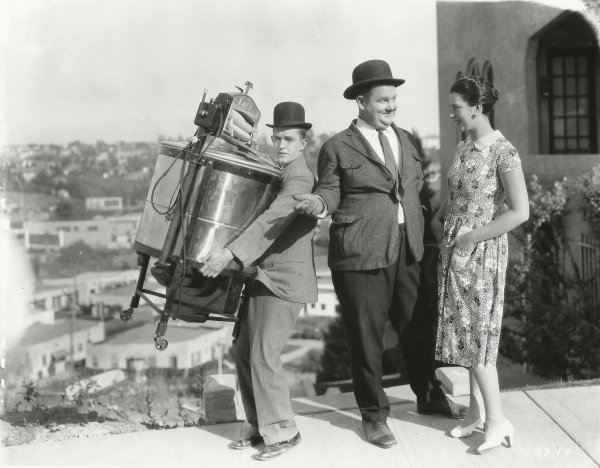
Laurel et Hardy livrent la machine à laver.

Laurel et Hardy répondent à une petite annonce lancée par James Finlayson, le propriétaire de la Kwickway Washing Machine Co., et sont chargés de livrer une imposante machine à laver.
Lors de cette livraison, ils sont confrontés à un imposant escalier qu'ils gravissent à plusieurs reprises et souvent à cause d'Oliver, bien décidé à jouer les jolis cœurs. Le film se termine avec une bagarre générale causée par la dispute des compères à propos de leurs chapeaux. La police intervient en embarquant tout le monde à l’exception de Laurel et Hardy qui se retrouvent assis par terre avec, autour d’eux, une multitude de chapeaux abandonnés par les belligérants.

## Fiche technique
- Titre original : Hats Off
- Titre français : Plus de chapeau
- Réalisation : Hal Yates
- Scénario : H. M. Walker (intertitres)
- Photographie : George Stevens
- Montage : Richard C. Currier
- Société de production : Hal Roach Studios
- Société de distribution : Metro-Goldwyn-Mayer
- Pays d’origine :  États-Unis
- Langue : titres en anglais
- Format : Noir et blanc - 35 mm - 1,37:1  -  Muet
- Genre : Comédie
- Longueur : deux bobines
- Date de sortie :
  - États-Unis : 5 novembre 1927

## Distribution

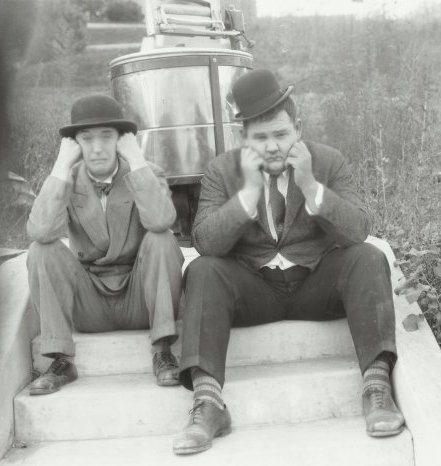
Laurel et Hardy avec les mauvais chapeaux.

Source principale de la distribution :
- Stan Laurel : Stanley
- Oliver Hardy : Oliver Hardy
- Anita Garvin : la cliente en haut des escaliers
- Dorothy Coburn : la jeune femme en bas des escaliers
- James Finlayson : le vendeur de machine à laver
- Chet Brandenburg : un participant à la bagarre
- Sam Lufkin : un participant à la bagarre
- Ham Kinsey : un participant à la bagarre

## Autour du film

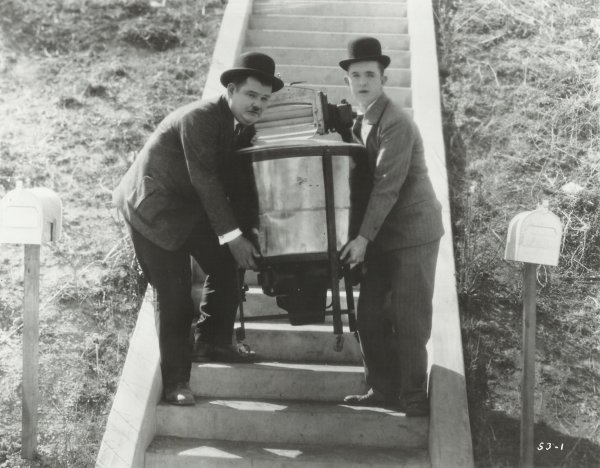
Dans Plus de chapeau, le duo monte la machine à laver dans le même escalier qui servira dans sa reprise Livreurs, sachez livrer !

Ce film est aujourd'hui supposé perdu et il n’en subsiste que les traces dans la presse de l’époque et quelques photos de tournage. Il reste néanmoins intéressant à plus d’un titre.
C’est un des premiers films du duo comique à l’époque où ce dernier est en train de se mettre en place. Il a connu un certain succès et validé auprès des studios Hal Roach le nouveau tandem. Il a aussi fait l’objet d’un remake, Livreurs, sachez livrer ! (The Music Box), qui est l’un des plus célèbres films de Laurel et Hardy, récompensé par l'Oscar du meilleur court-métrage de 1932, seul Oscar du duo.
Stan Laurel recevra un second Oscar en 1961, Oscar d'honneur pour l'ensemble de sa carrière. Oliver Hardy était décédé depuis 1957.
Il partage avec ce dernier le lieu de l’action, des escaliers qui resteront à cause de ces films célèbres, mais aussi dans les grandes lignes la même intrigue.